# ژاک نصر
ژاک نصر (به انگلیسی: Jacques Nasser) (زاده ۱۲ دسامبر ۱۹۴۷) کارآفرین، بازرگان و مدیر ارشد اجرایی لبنانی-استرالیایی است، که پیش‌تر به‌عنوان رییس هیئت مدیره شرکت معدنی بی‌اچ‌پی بیلیتون فعالیت می‌کرد. وی هم‌اکنون از اعضای هیئت مدیره شرکت‌های کوچ هولدینگ و فاکس کورپ می‌باشد.
ناصر در فاصله سال‌های ۱۹۹۸ تا ۲۰۰۱ مدیر عامل اجرایی شرکت خودروسازی فورد بود. وی هم‌اکنون عضو هیئت مدیره شرکت‌های بی‌اسکای‌بی، آلیانتس و وان اکوتی پارتنرز نیز می‌باشد.